# Mecodema tenaki
Mecodema tenaki es una especie de escarabajo del género Mecodema, familia Carabidae. Fue descrita científicamente por Seldon & Leschen en 2011.
Esta especie se encuentra en Nueva Zelanda.